# Моцак Григорій Іванович
Григо́рій Іва́нович Моцак (6 червня 1928, село Котлярка, тепер Попільнянського району Житомирської області — 2 серпня 2002, місто Ровеньки Луганської області) — український радянський діяч, шахтар, новатор виробництва у вугільній промисловості. Герой Соціалістичної Праці (1971). Член ЦК КПУ (1976—1986). Депутат Верховної Ради СРСР 8—11-го скликань.

## Біографія
У 1944—1947 роках — колгоспник. З 1947 року — учень школи фабрично-заводського навчання, робітник очисного вибою шахти міста Чистякове Сталінської області.
У 1950—1955 роках — строкова служба у лавах Радянській армії.
З 1955 року працював прохідником, наваловибійником, а з 1966 року — бригадиром комплексної бригади робітників очисного вибою шахти № 3 «Дар'ївська» тресту «Фрунзевугілля» комбінату «Донбасантрацит» міста Ровеньки Луганської області. Один з ініціаторів Всесоюзного соціалістичного змагання за ефективне використання гірничої техніки та високопродуктивну працю.
Член КПРС з 1963 року.
Освіта середня спеціальна.
З 1971 року — бригадир комплексної бригади гірників очисного вибою шахтоуправління імені Космонавтів виробничого об'єднання «Донбасантрацит» (потім — «Ровенькиантрацит») міста Ровеньки Ворошиловградської області.
Потім — на пенсії у місті Ровеньках Луганської області.

## Нагороди
- Герой Соціалістичної Праці (30.03.1971)
- два ордени Леніна (29.06.1966, 30.03.1971)
- орден Жовтневої Революції (19.02.1974)
- орден Дружби народів (2.03.1981)
- медалі
- повний кавалер знаку «Шахтарська слава»
- заслужений шахтар Української РСР (23.08.1968)
- почесний громадянин міста Ровеньки (5.09.1967)